# Uruguay (subte de Buenos Aires)
La estación Uruguay forma parte de la línea B del subte de Buenos Aires. La estación fue inaugurada el 22 de julio de 1931 como parte del segundo tramo hasta la estación Carlos Pellegrini. Se encuentra ubicada debajo de la Avenida Corrientes en su intersección con la calle Uruguay. En sus cercanías se ubica el Teatro General San Martín.
El 22 de diciembre de 2003, se convirtió en la primera estación temática del sistema de subtes, dedicándose su decoración al cine argentino y su historia. La estación funciona como un verdadero museo de tal cine con afiches de películas y fotografías, en un diseño que contó con la colaboración del Instituto Nacional de Cine y Artes Audiovisuales. Numerosas estrellas amarillas en pasillos y andenes se han destacado con nombres de artistas del séptimo arte hasta que fueron todos retirados durante 2006.

## Decoración
Existen tres murales de la misma temática: en el andén norte se ubican uno de 1991 de Tomás Fraccia y Héctor Meana, Héroe del cómic: Cascarudos y lanzarrayos, basado en una viñeta de Alberto Breccia en la historieta El Eternauta de Héctor Oesterheld —en su segunda versión—, y otro de Roberto Fontanarrosa de 1998 reivindica su personaje Inodoro Pereyra; el tercero, Tangueros y milongueros, también de 1991, se ubica en el andén sur y pertenece al humorista Cristóbal Reynoso, Crist. En el mismo andén existe un mural de una serie realizada por alumnos de escuelas primarias dependientes de la entonces Municipalidad de la Ciudad de Buenos Aires en 1984. En 2014 se realizaron nuevos murales en andenes y escaleras, por el artista Claudio Baldrich.

## Hitos urbanos
Se encuentran en las cercanías de esta:
- Defensoría de Niños (Comuna 1)
- Consulado de Dinamarca
- Plaza de las Américas
- Palacio de Tribunales
- Colegio Público de Abogados de la Capital Federa (CPACF)
  - Jardín Materno Infantil Colegio de Abogados
- Centro Educativo de Nivel Primario N°02
- Universidad del Museo Social Argentino
- Universidad Maimónides
- Centro Cultural General San Martín
  - Teatro Municipal General San Martín
- Club del Progreso
- Centro Cultural de Cooperación Floreal Gorini
- Teatro Apolo
- Los Bares Notables: La Giralda y El Gato Negro
- Casas de las provincias de San Juan y Santa Fe

## Galería de Imágenes

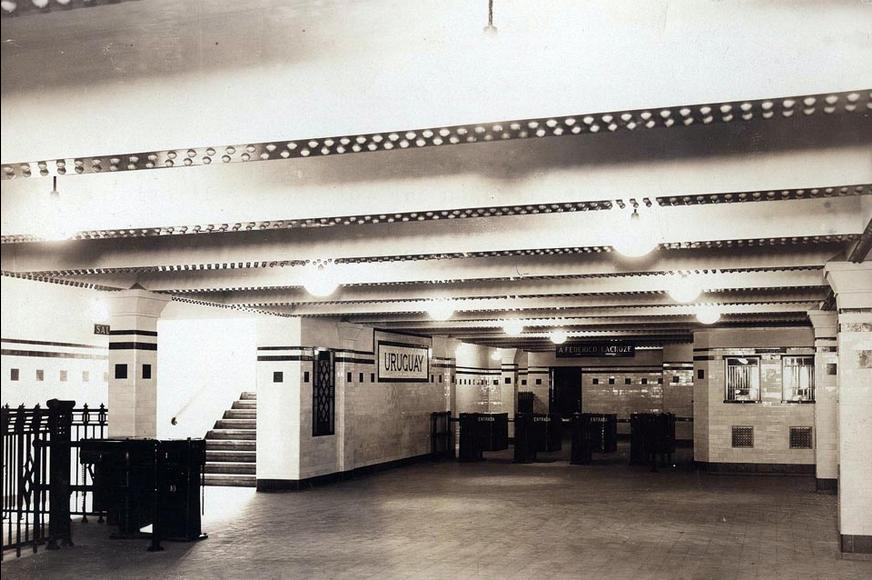
Decoración original del entrepiso y boletería
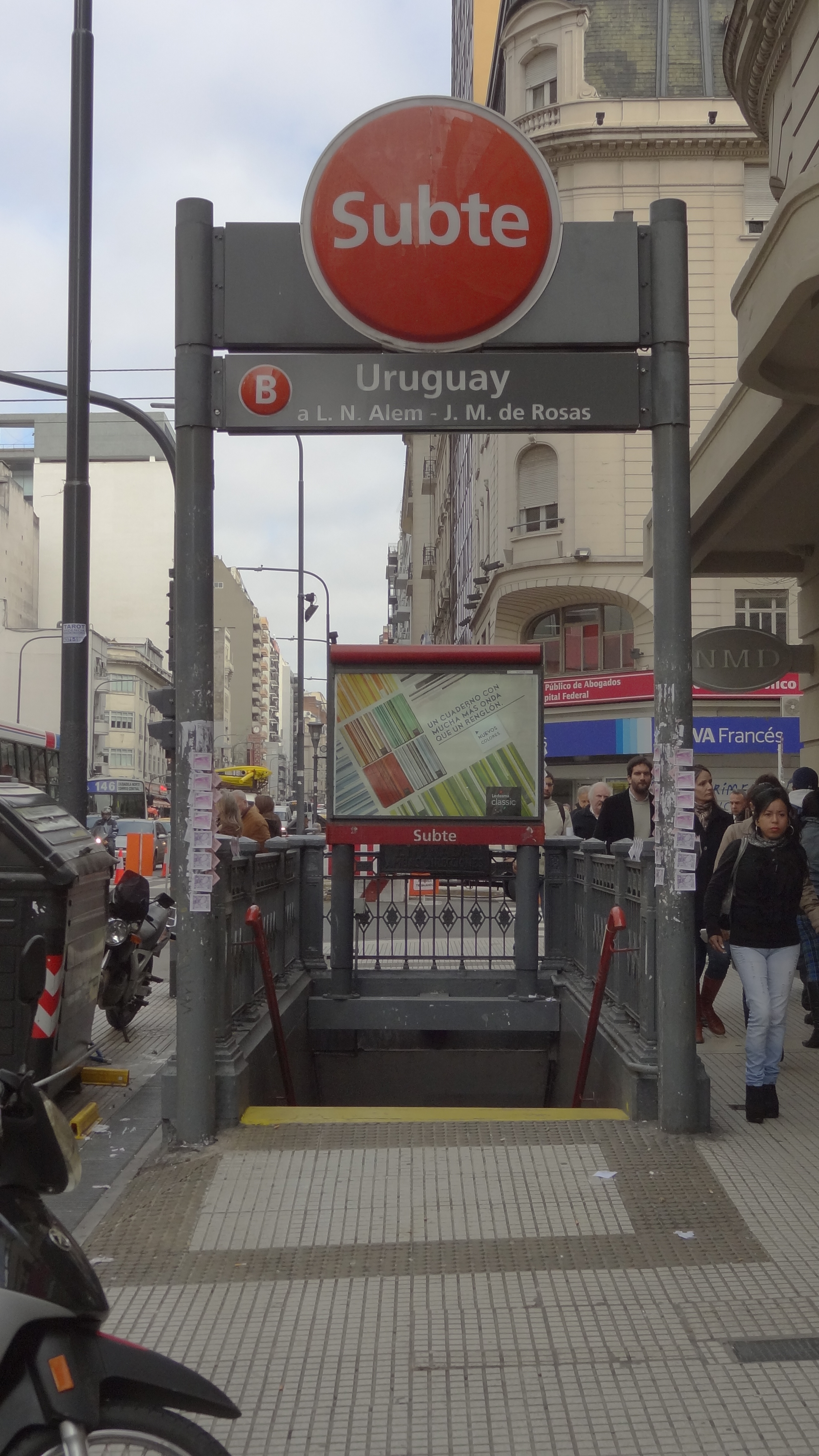
Acceso sobre la Av. Corrientes
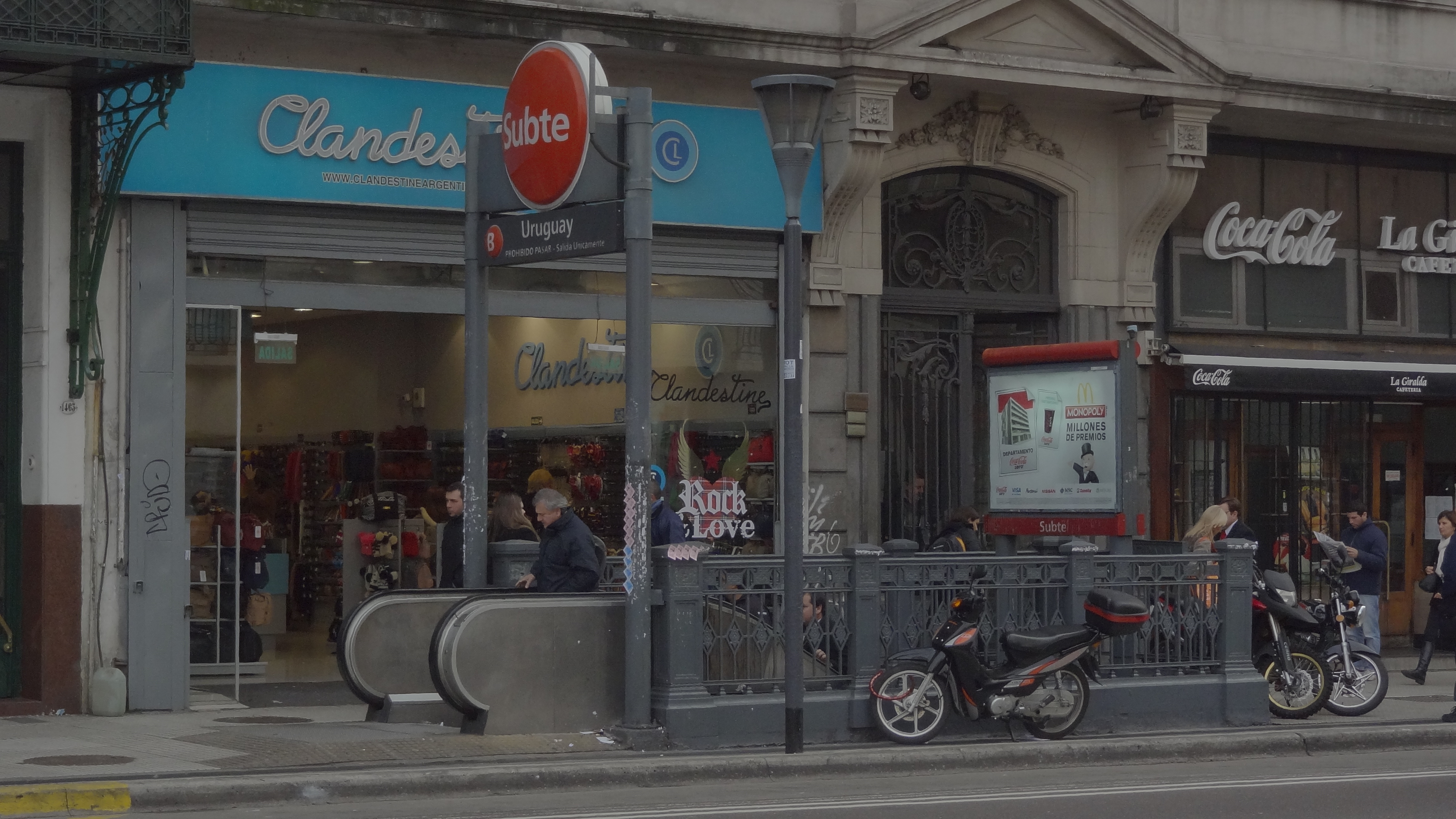
Salida con escalera mecánica sobre la Av. Corrientes
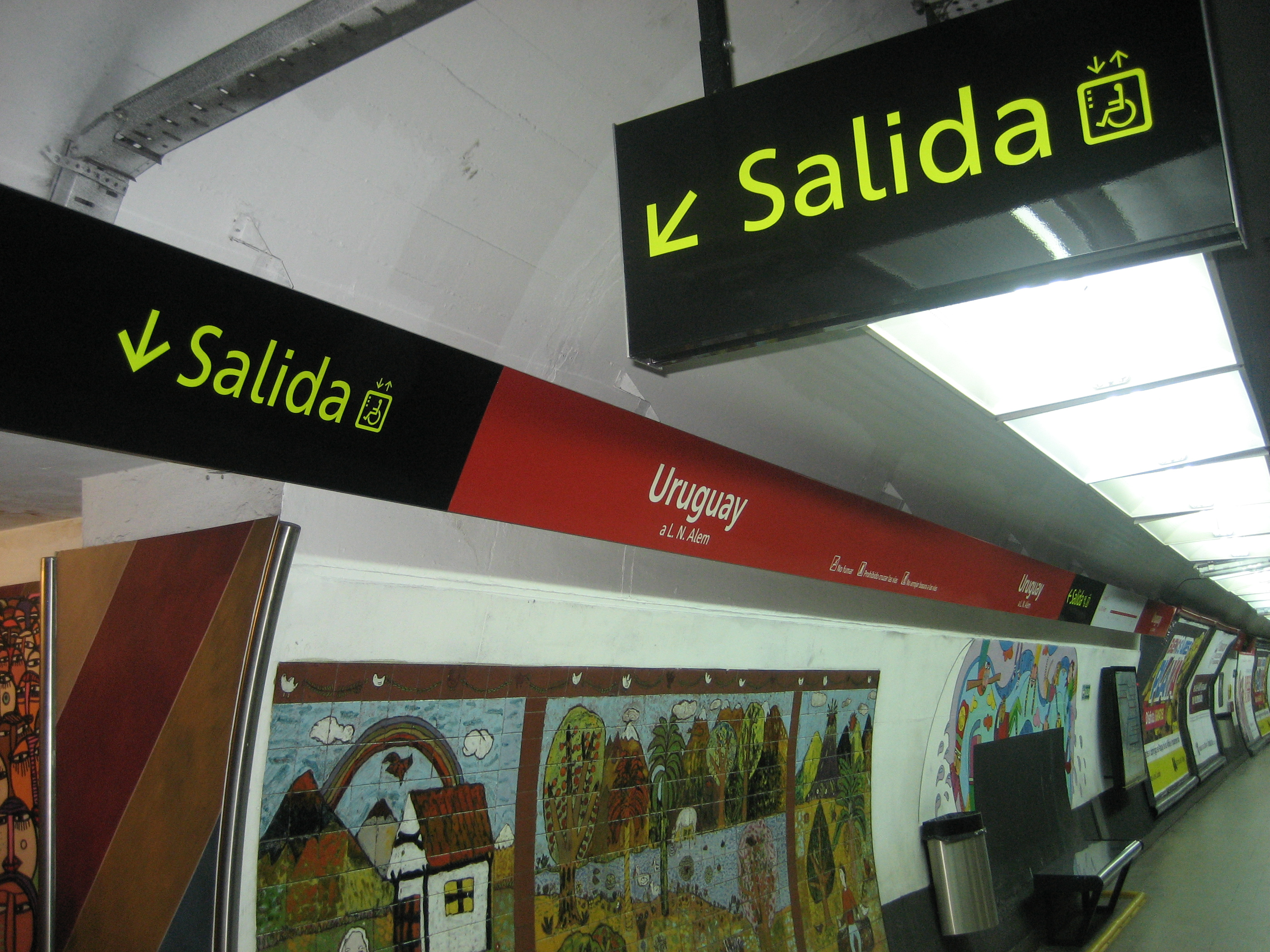
La nueva señalética estrenada en 2014